# Olympische Sommerspiele 2012/Teilnehmer (Japan)
| Gelbes Symbol für Goldmedaillen mit stilisierten Olympischen Ringen | Graues Symbol für Silbermedaillen mit stilisierten Olympischen Ringen | Braundes Symbol für Bronzemedaillen mit stilisierten Olympischen Ringen |
| ------------------------------------------------------------------- | --------------------------------------------------------------------- | ----------------------------------------------------------------------- |
| 7                                                                   | 14                                                                    | 17                                                                      |

Japan nahm in London an den Olympischen Spielen 2012 teil. Es war die insgesamt 21. Teilnahme an Olympischen Sommerspielen. Das Japanische Olympische Komitee nominierte 295 Athleten in 28 Sportarten.

## Medaillen
Mit 7 gewonnenen Gold-, 14 Silber- und 17 Bronzemedaillen belegte das japanische Team Platz 11 im Medaillenspiegel.

## Teilnehmer nach Sportarten

### Badminton
| Athleten                     | Wettbewerb | Gruppenphase                                                           | Gruppenphase                                                    | Gruppenphase  | Gruppenphase | Achtelfinale  | Achtelfinale                           | Viertelfinale              | Viertelfinale             | Halbfinale     | Halbfinale                | Finale          | Finale             | Rang                      |
| Athleten                     | Wettbewerb | Gegner                                                                 | Ergebnis                                                        | Punkte        | Rang         | Gegner        | Ergebnis                               | Gegner                     | Ergebnis                  | Gegner         | Ergebnis                  | Gegner          | Ergebnis           | Rang                      |
| ---------------------------- | ---------- | ---------------------------------------------------------------------- | --------------------------------------------------------------- | ------------- | ------------ | ------------- | -------------------------------------- | -------------------------- | ------------------------- | -------------- | ------------------------- | --------------- | ------------------ | ------------------------- |
| Frauen                       |            |                                                                        |                                                                 |               |              |               |                                        |                            |                           |                |                           |                 |                    |                           |
| Sayaka Sato                  | Einzel     | M. Tvrdy S. Engelstaff                                                 | 2:0 (22:20, 21:18) 2:1 (18:21 21:16 21:12)                      | 4:1 (103:87)  | 1            | T. Baun       | 0:2 abgebrochen beim Stand von (14:15) | ausgeschieden              | ausgeschieden             | ausgeschieden  | ausgeschieden             | ausgeschieden   | ausgeschieden      |                           |
| Mizuki Fujii Reika Kakiiwa   | Doppel     | Jwala Gutta A. Ponnappa Shinta Mulia S. Yao L. Chien Y. C. Cheng W. H. | 2:0 (21:16, 21:18) 2:1 (16:21, 21:10, 21:19) 0:2 (19:21, 11:21) | 4:3 (130:126) | 2            | –             | –                                      | K. Rytter Juhl C. Pedersen | 2:0 (22:20, 21:10)        | A. Bruce M. Li | 2:1 (21:12, 19:21, 21:13) | Tian Q. Zhao Y. | 0:2 (20:21, 23:25) | Silbermedaille – 2. Platz |
| Miyuki Maeda Satoko Suetsuna | Doppel     | K. Rytter Juhl C. Pedersen Tian Q. Zhao Y. Poon L. Y. Tse Y. S.        | 2:1 (18:21, 21:14, 21:17) 0:2 (16:21, 17:21) 2:1 (21:15, 21:19) | 4:4 (137:128) | 3            | –             | –                                      | ausgeschieden              | ausgeschieden             | ausgeschieden  | ausgeschieden             | ausgeschieden   | ausgeschieden      |                           |
| Männer                       |            |                                                                        |                                                                 |               |              |               |                                        |                            |                           |                |                           |                 |                    |                           |
| Ken’ichi Tago                | Einzel     | N. Karunaratne                                                         | 0:2 (18:21, 16:21)                                              | –             | –            | ausgeschieden | ausgeschieden                          | ausgeschieden              | ausgeschieden             | ausgeschieden  | ausgeschieden             | ausgeschieden   | ausgeschieden      |                           |
| Shō Sasaki                   | Einzel     | V. Soeroredjo                                                          | 2:0 (21:12, 21:7)                                               | –             | –            | K. Cordon     | 2:0 (23:21, 21:10)                     | ´ Lin Dan                  | 1:2 (12:21, 21:16, 16:21) | ausgeschieden  | ausgeschieden             | ausgeschieden   | ausgeschieden      | 8                         |
| Naoki Kawamae Shōji Satō     | Doppel     | Koo K. K. Tan B. H. Lee Y. D. Jung J. S. H. Bach T. Gunawan            | 0:2 (12:21, 14:21) 0:2 (16:21, 15:21) 2:0 (21:15, 21:15)        | 2:4 (99:114)  | 3            | –             | –                                      | ausgeschieden              | ausgeschieden             | ausgeschieden  | ausgeschieden             | ausgeschieden   | ausgeschieden      | 9                         |
| Mixed                        |            |                                                                        |                                                                 |               |              |               |                                        |                            |                           |                |                           |                 |                    |                           |
| Shintarō Ikeda Reiko Shiota  | Doppel     | N. Zięba R. Mateusiak G. Gao T. Ng J. Fischer Nielsen C. Pedersen      | 0:2 (18:21, 20:22) 2:1 (21:10, 11:21, 21:15) 0:2 (11:21, 10:22) | 2:5 (112:132) | 3            | –             | –                                      | ausgeschieden              | ausgeschieden             | ausgeschieden  | ausgeschieden             | ausgeschieden   | ausgeschieden      |                           |

### Bogenschießen
| Athleten                                   | Wettbewerb | Qualifikation | Qualifikation | 1. Runde     | 1. Runde | 2. Runde            | 2. Runde      | Achtelfinale   | Achtelfinale          | Viertelfinale      | Viertelfinale | Halbfinale       | Halbfinale    | Finale        | Finale        | Rang          |
| Athleten                                   | Wettbewerb | Ringe         | Rang          | Gegner       | Ergebnis | Gegner              | Ergebnis      | Gegner         | Ergebnis              | Gegner             | Ergebnis      | Gegner           | Ergebnis      | Gegner        | Ergebnis      | Rang          |
| ------------------------------------------ | ---------- | ------------- | ------------- | ------------ | -------- | ------------------- | ------------- | -------------- | --------------------- | ------------------ | ------------- | ---------------- | ------------- | ------------- | ------------- | ------------- |
| Frauen                                     |            |               |               |              |          |                     |               |                |                       |                    |               |                  |               |               |               |               |
| Ren Hayakawa                               | Einzel     | 654           | 16            | -            | -        | Christine Bjerendal | 6 - 4         | Inna Stepanowa | 7 - 3                 | Ki Bo-bae          | 0 - 6         | ausgeschieden    | ausgeschieden | ausgeschieden | ausgeschieden | ausgeschieden |
| Miki Kanie                                 | Einzel     | 665           | 6             | -            | -        | Tetyana Dorokhova   | 7 - 1         | Xu Jing        | 6 -0                  | Aída Román         | 3 - 7         | ausgeschieden    | ausgeschieden | ausgeschieden | ausgeschieden | ausgeschieden |
| Kaori Kawanaka                             | Einzel     | 646           | 28            | -            | -        | Bérengère Schuh     | 2 - 6         | ausgeschieden  | ausgeschieden         | ausgeschieden      | ausgeschieden | ausgeschieden    | ausgeschieden | ausgeschieden | ausgeschieden | ausgeschieden |
| Ren Hayakawa Miki Kanie Kaori Kawanaka     | Mannschaft | 1965          | 5             | –            | –        | –                   | –             | Ukraine        | 207 - 192             | Mexiko             | 219 - 209     | Südkorea         | 206 - 221     | Russland      | 209 - 207     | Bronze        |
| Männer                                     |            |               |               |              |          |                     |               |                |                       |                    |               |                  |               |               |               |               |
| Takaharu Furukawa                          | Einzel     | 679           | 5             | Lee Kar Wai  | 6 - 4    | Dmytro Hratschow    | 6 - 4         | Bård Nesteng   | 6 - 2                 | Khairul Mohamad    | 6 - 2         | Rick van der Ven | 6 - 5         | Oh Jin-hyek   | 1 - 7         | Silber        |
| Yu Ishizu                                  | Einzel     | 671           | 15            | Simon Terry  | 1 -7     | ausgeschieden       | ausgeschieden | ausgeschieden  | ausgeschieden         | ausgeschieden      | ausgeschieden | ausgeschieden    | ausgeschieden | ausgeschieden | ausgeschieden | ausgeschieden |
| Hideki Kikuchi                             | Einzel     | 659           | 44            | Bård Nesteng | 5 - 6    | ausgeschieden       | ausgeschieden | ausgeschieden  | ausgeschieden         | ausgeschieden      | ausgeschieden | ausgeschieden    | ausgeschieden | ausgeschieden | ausgeschieden | ausgeschieden |
| Takaharu Furukawa Yu Ishizu Hideki Kikuchi | Mannschaft | 2009          | 5             | –            | –        | –                   | –             | Indien         | 214 (T29) - 214 (T27) | Vereinigte Staaten | 219 - 220     | ausgeschieden    | ausgeschieden | ausgeschieden | ausgeschieden | ausgeschieden |

### Boxen
| Athleten        | Wettbewerb               | 1. Runde        | 1. Runde | Achtelfinale         | Achtelfinale  | Viertelfinale   | Viertelfinale | Halbfinale    | Halbfinale    | Finale                    | Finale        | Rang   |
| Athleten        | Wettbewerb               | Gegner          | Ergebnis | Gegner               | Ergebnis      | Gegner          | Ergebnis      | Gegner        | Ergebnis      | Gegner                    | Ergebnis      | Rang   |
| --------------- | ------------------------ | --------------- | -------- | -------------------- | ------------- | --------------- | ------------- | ------------- | ------------- | ------------------------- | ------------- | ------ |
| Männer          |                          |                 |          |                      |               |                 |               |               |               |                           |               |        |
| Katsuaki Susa   | Fliegengewicht bis 52 kg | Robeisy Ramírez | 10:7     | ausgeschieden        | ausgeschieden | ausgeschieden   | ausgeschieden | ausgeschieden | ausgeschieden | ausgeschieden             | ausgeschieden | –      |
| Satoshi Shimizu | Bantamgewicht bis 56 kg  | Isaac Dogboe    | 10:9     | Magomed Abdulhamidov | RSC           | Mohamed Ouadahi | 17:15         | Luke Campbell | 11:20         | ausgeschieden             | ausgeschieden | Bronze |
| Yasuhiro Suzuki | Weltergewicht bis 69 kg  | Mehdi Khalsi    | 14:13    | Serik Säpijew        | 11:25         | ausgeschieden   | ausgeschieden | ausgeschieden | ausgeschieden | ausgeschieden             | ausgeschieden | 9      |
| Ryōta Murata    | Mittelgewicht bis 75 kg  | Freilos         | Freilos  | Abdelmalek Rahou     | 21:12         | Adem Kılıççı    | 17:13         | Abbos Atoyev  | 13:12         | Esquiva Falcão Florentino | 14:13         | Gold   |

### Fechten
| Athleten                                                  | Wettbewerb         | 1. Runde     | 1. Runde | 2. Runde           | 2. Runde | Achtelfinale       | Achtelfinale  | Viertelfinale      | Viertelfinale | Halbfinale         | Halbfinale    | Finale         | Finale        | Rang   |
| Athleten                                                  | Wettbewerb         | Gegner       | Ergebnis | Gegner             | Ergebnis | Gegner             | Ergebnis      | Gegner             | Ergebnis      | Gegner             | Ergebnis      | Gegner         | Ergebnis      | Rang   |
| --------------------------------------------------------- | ------------------ | ------------ | -------- | ------------------ | -------- | ------------------ | ------------- | ------------------ | ------------- | ------------------ | ------------- | -------------- | ------------- | ------ |
| Frauen                                                    |                    |              |          |                    |          |                    |               |                    |               |                    |               |                |               |        |
| Nozomi Satō                                               | Degen Einzel       | –            | –        | Rossella Fiamingo  | 11:15    | ausgeschieden      | ausgeschieden | ausgeschieden      | ausgeschieden | ausgeschieden      | ausgeschieden | ausgeschieden  | ausgeschieden |        |
| Kanae Ikehata                                             | Florett Einzel     | Freilos      | Freilos  | Sylwia Gruchała    | 9:8      | Ysaora Thibus      | 15:11         | Nam Hyun-He        | 6:15          | ausgeschieden      | ausgeschieden | ausgeschieden  | ausgeschieden |        |
| Shiho Nishioka                                            | Florett Einzel     | Lin Pe-Heung | 13:10    | Valentina Vezzali  | 8:14     | ausgeschieden      | ausgeschieden | ausgeschieden      | ausgeschieden | ausgeschieden      | ausgeschieden | ausgeschieden  | ausgeschieden |        |
| Chieko Sugawara                                           | Florett Einzel     | Freilos      | Freilos  | Jeon He-Sook       | 15:13    | Corinne Maîtrejean | 15:9          | Elisa Di Francisca | 9:15          | ausgeschieden      | ausgeschieden | ausgeschieden  | ausgeschieden |        |
| Kanae Ikehata Shiho Nishioka Chieko Sugawara Kyomi Hirata | Florett Mannschaft | –            | –        | –                  | –        | Freilos            | Freilos       | Russland           | 17:45         | Vereinigte Staaten | 22:44         | Großbritannien | 30:21         | 7      |
| Seira Nakayama                                            | Säbel Einzel       | –            | –        | Léonore Perrus     | 15:12    | Mariel Zagunis     | 9:15          | ausgeschieden      | ausgeschieden | ausgeschieden      | ausgeschieden | ausgeschieden  | ausgeschieden |        |
| Männer                                                    |                    |              |          |                    |          |                    |               |                    |               |                    |               |                |               |        |
| Kenta Chida                                               | Florett Einzel     | Freilos      | Freilos  | Victor Sintès      | 11:15    | ausgeschieden      | ausgeschieden | ausgeschieden      | ausgeschieden | ausgeschieden      | ausgeschieden | ausgeschieden  | ausgeschieden |        |
| Ryō Miyake                                                | Florett Einzel     | Freilos      | Freilos  | Andrea Baldini     | 6:15     | ausgeschieden      | ausgeschieden | ausgeschieden      | ausgeschieden | ausgeschieden      | ausgeschieden | ausgeschieden  | ausgeschieden |        |
| Yūki Ōta                                                  | Florett Einzel     | Freilos      | Freilos  | Benjamin Kleibrink | 15:5     | Andrea Cassarà     | 14:15         | ausgeschieden      | ausgeschieden | ausgeschieden      | ausgeschieden | ausgeschieden  | ausgeschieden |        |
| Kenta Chida Ryō Miyake Yūki Ōta                           | Florett Mannschaft | –            | –        | –                  | –        | –                  | –             | China              | 45:30         | Deutschland        | 41:40         | Italien        | 39:45         | Silber |

### Fußball
| Wettbewerb      | Frauen | Männer |
| --------------- | --- | --- |
| Athleten        | Kozue Andō Miho Fukumoto Mana Iwabuchi Azusa Iwashimizu Ayumi Kaihori Nahomi Kawasumi Yukari Kinga Saki Kumagai Karina Maruyama Aya Miyama Yūki Ōgimi Shinobu Ōno Mizuho Sakaguchi Aya Sameshima Homare Sawa Megumi Takase Asuna Tanaka Kyōko Yano | Shunsuke Andō Shūichi Gonda Keigo Higashi Hiroshi Kiyotake Taisuke Muramatsu Kensuke Nagai Takahiro Ōgihara Manabu Saitō Gōtoku Sakai Hiroki Sakai Ken’yū Sugimoto Daisuke Suzuki Yūhei Tokunaga Takashi Usami Hotaru Yamaguchi Kazuya Yamamura Ryōhei Yamazaki Maya Yoshida |
| Trainer         | Norio Sasaki | Takashi Sekizuka |
| Gruppenphase    | Kanada 2:1 (2:0) Schweden 0:0 Südafrika 0:0 | Spanien 1:0 (1:0) Marokko 1:0 (1:0) Honduras (0:0) |
| Viertelfinale   | Brasilien 2:0 (1:0) | Ägypten 3:0 (1:0) |
| Halbfinale      | Frankreich 2:1 (1:0) | Mexiko 1:3 (1:1) |
| Spiel um Bronze | | Südkorea 0:2 (0:1) |
| Finale          | Vereinigte Staaten 1:2 (0:1) | |
| Rang            | Silber | 4 |

### Gewichtheben
| Athleten        | Wettbewerb         | Reißen  | Reißen | Stoßen  | Stoßen | Zweikampf | Zweikampf | Rang   |
| Athleten        | Wettbewerb         | Gewicht | Rang   | Gewicht | Rang   | Gewicht   | Rang      | Rang   |
| --------------- | ------------------ | ------- | ------ | ------- | ------ | --------- | --------- | ------ |
| Frauen          |                    |         |        |         |        |           |           |        |
| Hiromi Miyake   | Klasse bis 48 kg   | 87 kg   |        | 110 kg  |        | 197 kg    |           | Silber |
| Honami Mizuochi | Klasse bis 48 kg   | 80 kg   |        | 96 kg   |        | 176 kg    |           | 6      |
| Kanae Yagi      | Klasse bis 53 kg   | 82 kg   |        | 109 kg  |        | 191 kg    |           | 12     |
| Männer          |                    |         |        |         |        |           |           |        |
| Kazuomi Ōta     | Klasse über 105 kg | 185 kg  |        | 215 kg  |        | 400 kg    |           | 13     |

### Hockey
| Wettbewerb        | Frauen |
| ----------------- | --- |
| Athleten          | Chie Akutsu Sakiyo Asano Kaori Fujio Nagisa Hayashi Mika Iimura Mika Imura Sachimi Iwao Akemi Katō Rika Komazawa Keiko Manabe Aki Mitsuhashi Ai Murakami Miyuki Nakagawa Ryōko Oie Shiho Otsuka Masako Satō Akane Shibata Izuki Tanaka Yukari Yamamoto |
| Trainer           | |
| Gruppenphase      | Großbritannien 0:4 (0:4) Niederlande 2:3 (0:2) Südkorea 0:1 (0:0) Belgien 1:1 (0:1) Volksrepublik China 1:0 (0:0) |
| Platzierungsspiel | Spiel um Platz 9: Südafrika 2:1 n. V. (0:1, 1:1) |
| Halbfinale        | ausgeschieden |
| Finale            | ausgeschieden |
| Platzierung       | 9 |

### Judo
| Athleten          | Wettbewerb         | 1. Runde Round of 64 | 1. Runde Round of 64 | 2. Runde Round of 32 | 2. Runde Round of 32 | Achtelfinale Round of 16 | Achtelfinale Round of 16 | Viertelfinale Quarter Final | Viertelfinale Quarter Final | Hoffnungsrunde Halbfinale Repechage | Hoffnungsrunde Halbfinale Repechage | Halbfinale               | Halbfinale         | Hoffnungsrunde Finale Bronze Medal | Hoffnungsrunde Finale Bronze Medal | Finale           | Finale              | Rang   |
| Athleten          | Wettbewerb         | Gegner               | Ergebnis             | Gegner               | Ergebnis             | Gegner                   | Ergebnis                 | Gegner                      | Ergebnis                    | Gegner                              | Ergebnis                            | Gegner                   | Ergebnis           | Gegner                             | Ergebnis                           | Gegner           | Ergebnis            | Rang   |
| ----------------- | ------------------ | -------------------- | -------------------- | -------------------- | -------------------- | ------------------------ | ------------------------ | --------------------------- | --------------------------- | ----------------------------------- | ----------------------------------- | ------------------------ | ------------------ | ---------------------------------- | ---------------------------------- | ---------------- | ------------------- | ------ |
| Frauen            |                    |                      |                      |                      |                      |                          |                          |                             |                             |                                     |                                     |                          |                    |                                    |                                    |                  |                     |        |
| Tomoko Fukumi     | Klasse bis 48 kg   | -                    | -                    | Oiana Blanco         | 100 KOJ (GS) - 0001  | Kelly Edwards            | 020 TSG - 000            | Paula Pareto                | 001 P29 (GS) - 0002         | –                                   | –                                   | Alina Dumitru            | 0011 - 0102 KSG    | Éva Csernoviczki                   | 0001 - 1001 KSG (GS)               | ausgeschieden    | ausgeschieden       | 5      |
| Misato Nakamura   | Klasse bis 52 kg   | -                    | -                    | Freilos              | Freilos              | An Kum-ae                | 002 - 0102 TNO           | ausgeschieden               | ausgeschieden               | ausgeschieden                       | ausgeschieden                       | ausgeschieden            | ausgeschieden      | ausgeschieden                      | ausgeschieden                      | ausgeschieden    | ausgeschieden       |        |
| Kaori Matsumoto   | Klasse bis 57 kg   | -                    | -                    | Vesna Đukić          | 011 SMK - 0002       | Kifayat Gasimova         | 010 HIZ - 000            | Giulia Quintavalle          | 010 DAB - 0001              | –                                   | –                                   | Automne Pavia            | 001 OSG (GS) - 000 | –                                  | –                                  | Corina Căprioriu | 100 P30 (GS) - 000H | Gold   |
| Yoshie Ueno       | Klasse bis 63 kg   | -                    | -                    | Garima Chaudhary     | 1000 - 0000          | Marijana Mišković        | 0010 - 0000              | Joung Da-woon               | 0010 - 0000                 | Elisabeth Willeboordse              | 0010 - 0000                         | ausgeschieden            | ausgeschieden      | Tsedewsürengiin Mönchdsajaa        | 0010 - 0002                        | ausgeschieden    | ausgeschieden       | Bronze |
| Haruka Tachimoto  | Klasse bis 70 kg   | -                    | -                    | Freilos              | Freilos              | Onix Cortés              | 0000 - 0001              | Chen Fei                    | 0020 - 0020                 | Edith Bosch                         | 0002 - 0011                         | ausgeschieden            | ausgeschieden      | ausgeschieden                      | ausgeschieden                      | ausgeschieden    | ausgeschieden       | 7      |
| Akari Ogata       | Klasse bis 78 kg   | -                    | -                    | Jeong Gyeong-mi      | 0001 - 0002          | Marhinde Verkerk         | 0002 - 0011              | ausgeschieden               | ausgeschieden               | ausgeschieden                       | ausgeschieden                       | ausgeschieden            | ausgeschieden      | ausgeschieden                      | ausgeschieden                      | ausgeschieden    | ausgeschieden       |        |
| Mika Sugimoto     | Klasse über 78 kg  | -                    | -                    | Freilos              | Freilos              | Giovanna Blanco          | 0100 - 0000              | Maria Suelen Altheman       | 0100 - 0000                 | -                                   | -                                   | Karina Bryant            | 0011 - 0002        | -                                  | -                                  | Idalys Ortíz     | 0001 - 0000         | Silber |
| Männer            |                    |                      |                      |                      |                      |                          |                          |                             |                             |                                     |                                     |                          |                    |                                    |                                    |                  |                     |        |
| Hiroaki Hiraoka   | Klasse bis 60 kg   | Freilos              | Freilos              | Ashley McKenzie      | 0111 - 0000          | Artiom Arshansky         | 0012 - 0000              | Sofiane Milous              | 0012 - 0010                 | –                                   | –                                   | Elio Verde               | 0110 - 0001        | –                                  | –                                  | Arsen Galstjan   | 0000 - 1000         | Silber |
| Masashi Ebinuma   | Klasse bis 66 kg   | Freilos              | Freilos              | Sasha Mehmedovic     | 0111 - 0000          | Sergei Lim               | 0010 - 0001              | Cho Jun-ho                  | 0001 - 0001                 | –                                   | –                                   | Lascha Schawdatuaschwili | 0000 - 0100        | Paweł Zagrodnik                    | 0110 - 0101                        | ausgeschieden    | ausgeschieden       | Bronze |
| Riki Nakaya       | Klasse bis 73 kg   | Freilos              | Freilos              | Kyle Maxwell         | 0100 - 0001          | Sosso Palelaschwili      | 0101 - 0000              | Rassul Boqijew              | 0011 - 0002                 | –                                   | –                                   | Dex Elmont               | 0000 - 0001        | –                                  | –                                  | Mansur Issajew   | 0001 - 0011         | Silber |
| Takahiro Nakai    | Klasse bis 81 kg   | Freilos              | Freilos              | Boas Munyonga        | 1000 - 0000          | Sergiu Toma              | 1010 - 0003              | Ole Bischof                 | 0000 - 1010                 | Leandro Guilheiro                   | 0011 - 0002                         | –                        | –                  | Iwan Nifontow                      | 0000 - 0201                        | ausgeschieden    | ausgeschieden       | 5      |
| Masashi Nishiyama | Klasse bis 90 kg   | -                    | -                    | Tschynggys Mamedow   | 0110 - 0001          | Timur Bolat              | 0010 - 0000              | Song Dae-nam                | 0101 - 0011                 | Dilshod Choriyev                    | 0012 - 0012                         | ausgeschieden            | ausgeschieden      | Kirill Denissow                    | 0000 - 0000                        | ausgeschieden    | ausgeschieden       | Bronze |
| Takamasa Anai     | Klasse bis 100 kg  | -                    | -                    | James Austin         | 0101 - 0003          | Lukáš Krpálek            | 0000 - 1001              | ausgeschieden               | ausgeschieden               | ausgeschieden                       | ausgeschieden                       | ausgeschieden            | ausgeschieden      | ausgeschieden                      | ausgeschieden                      | ausgeschieden    | ausgeschieden       |        |
| Daiki Kamikawa    | Klasse über 100 kg | -                    | -                    | Darrel Castillo      | 0100 - 0000          | Ihar Makarau             | 0010 - 0011              | ausgeschieden               | ausgeschieden               | ausgeschieden                       | ausgeschieden                       | ausgeschieden            | ausgeschieden      | ausgeschieden                      | ausgeschieden                      | ausgeschieden    | ausgeschieden       |        |

### Kanu

#### Kanurennsport
| Athleten                            | Wettbewerb | Vorlauf      | Vorlauf | Halbfinale    | Halbfinale    | Finale        | Finale        | Rang |
| Athleten                            | Wettbewerb | Zeit         | Rang    | Zeit          | Rang          | Zeit          | Rang          | Rang |
| ----------------------------------- | ---------- | ------------ | ------- | ------------- | ------------- | ------------- | ------------- | ---- |
| Frauen                              |            |              |         |               |               |               |               |      |
| Shinobu Kitamoto                    | K-1 200 m  | 42,007 s     | 1       | 41,816 s      | 3             | 45,387 s      | 13            | 13   |
| Shinobu Kitamoto Asumi Ōhmura       | K-2 500 m  | 1:47,323 min | 6       | ausgeschieden | ausgeschieden | ausgeschieden | ausgeschieden | 6    |
| Männer                              |            |              |         |               |               |               |               |      |
| Momotarō Matsushita                 | K-1 200 m  | 36,096 s     | 3       | 37,201 s      | 7             | 38,040 s      | 11            | 11   |
| Momotarō Matsushita Hiroki Watanabe | K-2 200 m  | 34,669 s     | 6       | -             | -             | 35,739 s      | 10            | 10   |
| Naoya Sakamoto                      | C-1 200 m  | 41,528 s     | 3       | 41,771 s      | 3             | 44,699 s      | 8             | 8    |

#### Kanuslalom
| Athleten      | Wettbewerb | Vorlauf  | Vorlauf | Halbfinale    | Halbfinale    | Finale        | Finale        | Rang |
| Athleten      | Wettbewerb | Zeit     | Rang    | Zeit          | Rang          | Zeit          | Rang          | Rang |
| ------------- | ---------- | -------- | ------- | ------------- | ------------- | ------------- | ------------- | ---- |
| Frauen        |            |          |         |               |               |               |               |      |
| Moe Kaifuchi  | K-1        | 121,29 s | 19      | ausgeschieden | ausgeschieden | ausgeschieden | ausgeschieden | 19   |
| Männer        |            |          |         |               |               |               |               |      |
| Kazuki Yazawa | K-1        | 92,57 s  | 15      | 99,99 s       | 9             | 104,44 s      | 9             | 9    |
| Takuya Haneda | C-1        | 92,72 s  | 3       | 104,16 s      | 6             | 110,62 s      | 7             | 7    |

### Leichtathletik
Laufen und Gehen
| Athleten                                                                 | Wettbewerb        | Vorlauf      | Vorlauf | Halbfinale    | Halbfinale    | Finale        | Finale        | Rang |
| Athleten                                                                 | Wettbewerb        | Zeit         | Rang    | Zeit          | Rang          | Zeit          | Rang          | Rang |
| ------------------------------------------------------------------------ | ----------------- | ------------ | ------- | ------------- | ------------- | ------------- | ------------- | ---- |
| Frauen                                                                   |                   |              |         |               |               |               |               |      |
| Chisato Fukushima                                                        | 100 m             | 11,41 s      | 5       | ausgeschieden | ausgeschieden | ausgeschieden | ausgeschieden |      |
| Chisato Fukushima                                                        | 200 m             | 24,14 s      | 7       | ausgeschieden | ausgeschieden | ausgeschieden | ausgeschieden |      |
| Mika Yoshikawa                                                           | 5000 m            | 15:16,77 min | 13      | –             | –             | ausgeschieden | ausgeschieden |      |
| Kayoko Fukushi                                                           | 10.000 m          | –            | –       | –             | –             | 31:10,35 min  | 10            | 10   |
| Hitomi Niiya                                                             | 10.000 m          | –            | –       | –             | –             | 30:59,19 min  | 9             | 9    |
| Mika Yoshikawa                                                           | 10.000 m          | –            | –       | –             | –             | 31:47,67 min  | 16            | 16   |
| Ryōko Kizaki                                                             | Marathon          | –            | –       | –             | –             | 2:27:16 h     | 16            | 16   |
| Yoshimi Ozaki                                                            | Marathon          | –            | –       | –             | –             | 2:27:43 h     | 19            | 19   |
| Risa Shigetomo                                                           | Marathon          | –            | –       | –             | –             | 2:40:06 h     | 79            | 79   |
| Ayako Kimura                                                             | 100 m Hürden      | 13,75 s      | 7       | ausgeschieden | ausgeschieden | ausgeschieden | ausgeschieden |      |
| Satomi Kubokura                                                          | 400 m Hürden      | 55,85 s      | 5       | 56,25 s       | 8             | ausgeschieden | ausgeschieden |      |
| Anna Doi Chisato Fukushima Kana Ichikawa Yumeka Sano Momoko Takahashi    | 4 × 100-m-Staffel | 44,25 s      | 8       | –             | –             | ausgeschieden | ausgeschieden | 8    |
| Masumi Fuchise                                                           | 20 km Gehen       | –            | –       | –             | –             | 1:28:41 h     | 11            | 11   |
| Mayumi Kawasaki                                                          | 20 km Gehen       | –            | –       | –             | –             | 1:30:20 h     | 18            | 18   |
| Kumi Otoshi                                                              | 20 km Gehen       | –            | –       | –             | –             | 1:33:50 h     | 37            | 37   |
| Männer                                                                   |                   |              |         |               |               |               |               |      |
| Masashi Eriguchi                                                         | 100 m             | 10,30 s      | 6       | ausgeschieden | ausgeschieden | ausgeschieden | ausgeschieden |      |
| Ryōta Yamagata                                                           | 100 m             | 10,07 s      | 2       | 10,10 s       | 6             | ausgeschieden | ausgeschieden |      |
| Shōta Iizuka                                                             | 200 m             | 20,81 s      | 5       | ausgeschieden | ausgeschieden | ausgeschieden | ausgeschieden |      |
| Shinji Takahira                                                          | 200 m             | 20,57 s      | 3       | 20,77 s       | 6             | ausgeschieden | ausgeschieden |      |
| Kei Takase                                                               | 200 m             | 20,72 s      | 2       | 20,70 s       | 8             | ausgeschieden | ausgeschieden |      |
| Yūzō Kanemaru                                                            | 400 m             | 46,01 s      | 4       | ausgeschieden | ausgeschieden | ausgeschieden | ausgeschieden |      |
| Masato Yokota                                                            | 800 m             | 1:48,48 min  | 4       | ausgeschieden | ausgeschieden | ausgeschieden | ausgeschieden |      |
| Yūki Satō                                                                | 5000 m            | 13:38,22 min | 11      | –             | –             | ausgeschieden | ausgeschieden |      |
| Yūki Satō                                                                | 10.000 m          | –            | –       | –             | –             | 28:44,06 h    | 22            | 22   |
| Arata Fujiwara                                                           | Marathon          | –            | –       | –             | –             | 2:19:11 h     | 45            | 45   |
| Kentarō Nakamoto                                                         | Marathon          | –            | –       | –             | –             | 2:11:16 h     | 6             | 6    |
| Ryō Yamamoto                                                             | Marathon          | –            | –       | –             | –             | 2:18:34 h     | 40            | 40   |
| Takayuki Kishimoto                                                       | 400 m Hürden      | DSQ          | DSQ     | ausgeschieden | ausgeschieden | ausgeschieden | ausgeschieden |      |
| Tetsuya Tateno                                                           | 400 m Hürden      | 49,95 s      | 4       | ausgeschieden | ausgeschieden | ausgeschieden | ausgeschieden |      |
| Masashi Eriguchi Shōta Iizuka Takumi Kuki Shinji Takahira Ryōta Yamagata | 4 × 100-m-Staffel | 38,07 s      | 2       | –             | –             | 38,35 s       | 5             | 5    |
| Yoshihiro Azuma Yūzō Kanemaru Hiroyuki Nakano Kei Takase                 | 4 × 400-m-Staffel | 3:03,86 min  | 6       | –             | –             | ausgeschieden | ausgeschieden | 6    |
| Isamu Fujisawa                                                           | 20 km Gehen       | –            | –       | –             | –             | 1:21:48 h     | 18            | 18   |
| Takumi Saito                                                             | 20 km Gehen       | –            | –       | –             | –             | 1:22:43 h     | 25            | 25   |
| Yūsuke Suzuki                                                            | 20 km Gehen       | –            | –       | –             | –             | 1:23:53 h     | 36            | 36   |
| Kōichirō Morioka                                                         | 50 km Gehen       | –            | –       | –             | –             | 3:43:14 h     | 10            | 10   |
| Takayuki Tanii                                                           | 50 km Gehen       | –            | –       | –             | –             | DNF           | DNF           | –    |
| Yūki Yamazaki                                                            | 50 km Gehen       | –            | –       | –             | –             | DSQ           | DSQ           | –    |

Springen und Werfen
| Athleten          | Wettbewerb     | Qualifikation | Qualifikation | Finale        | Finale        | Rang   |
| Athleten          | Wettbewerb     | Weite/Höhe    | Rang          | Weite/Höhe    | Rang          | Rang   |
| ----------------- | -------------- | ------------- | ------------- | ------------- | ------------- | ------ |
| Frauen            |                |               |               |               |               |        |
| Tomomi Abiko      | Stabhochsprung | 4,25 m        | 19            | ausgeschieden | ausgeschieden | 19     |
| Yūki Ebihara      | Speerwurf      | 59,25 m       | 16            | ausgeschieden | ausgeschieden | 16     |
| Männer            |                |               |               |               |               |        |
| Seito Yamamoto    | Stabhochsprung | NMH           | NMH           | ausgeschieden | ausgeschieden | –      |
| Kōji Murofushi    | Hammerwurf     | 78,48 m       | 2             | 78,71 m       | 3             | Bronze |
| Genki Dean        | Speerwurf      | 82,07 m       | 7             | 79,95 m       | 10            | 10     |
| Yukifumi Murakami | Speerwurf      | 77,80 m       | 24            | ausgeschieden | ausgeschieden | 24     |

Mehrkampf
| Athleten         | 100 m   | 100 m  | Weitsprung | Weitsprung | Kugelstoßen | Kugelstoßen | Hochsprung | Hochsprung | 400 m   | 400 m  | 110 m Hürden | 110 m Hürden | Diskuswurf | Diskuswurf | Stabhochsprung | Stabhochsprung | Speerwurf | Speerwurf | 1500 m      | 1500 m | Punkte | Rang |
| Athleten         | Zeit    | Punkte | Weite      | Punkte     | Weite       | Punkte      | Höhe       | Punkte     | Zeit    | Punkte | Zeit         | Punkte       | Weite      | Punkte     | Höhe           | Punkte         | Weite     | Punkte    | Zeit        | Punkte | Punkte | Rang |
| ---------------- | ------- | ------ | ---------- | ---------- | ----------- | ----------- | ---------- | ---------- | ------- | ------ | ------------ | ------------ | ---------- | ---------- | -------------- | -------------- | --------- | --------- | ----------- | ------ | ------ | ---- |
| Zehnkampf Männer |         |        |            |            |             |             |            |            |         |        |              |              |            |            |                |                |           |           |             |        |        |      |
| Keisuke Ushiro   | 11,32 s | 791    | 6,86 m     | 781        | 13,59 m     | 703         | 1,99 m     | 794        | 50,78 s | 779    | 15,47 s      | 794          | 46,66 s    | 801        | 4,90 m         | 880            | 66,38 m   | 834       | 4:39,33 min | 685    | 7842   | 20   |

### Moderner Fünfkampf
| Athleten       | Fechten | Fechten | Schwimmen   | Schwimmen | Reiten | Reiten | Combined     | Combined | Punkte | Rang |
| Athleten       | Bilanz  | Punkte  | Zeit        | Punkte    | Zeit   | Punkte | Zeit         | Punkte   | Punkte | Rang |
| -------------- | ------- | ------- | ----------- | --------- | ------ | ------ | ------------ | -------- | ------ | ---- |
| Frauen         |         |         |             |           |        |        |              |          |        |      |
| Narumi Kurosu  | 8:27    | 592     | 2:22,39 min | 1092      | 496    | 704    | 13:52,94 min | 1672     | 4060   | 34   |
| Shino Yamanaka | 7:28    | 568     | 2:30,36 min | 996       | 64     | 1136   | 11:58,56 min | 2128     | 4828   | 30   |
| Männer         |         |         |             |           |        |        |              |          |        |      |
| Shinichi Tomii | 18:17   | 832     | 2:01,19 min | 1348      | 112    | 1088   | 11:19,03 min | 2284     | 5552   | 22   |

### Radsport

#### Bahn
| Athleten                                         | Wettbewerb | Qualifikation | Qualifikation | Finals                      | Finals                      | Rang |
| Athleten                                         | Wettbewerb | Zeit          | Rang          | Zeit                        | Rang                        | Rang |
| ------------------------------------------------ | ---------- | ------------- | ------------- | --------------------------- | --------------------------- | ---- |
| Frauen                                           |            |               |               |                             |                             |      |
| Kayono Maeda                                     | Sprint     | 11,600 s      | 17            | -                           | -                           | 17   |
| Männer                                           |            |               |               |                             |                             |      |
| Seiichirō Nakagawa                               | Sprint     | 10,144 s      | 7             | Rennen um Platz 9: 10,950 s | Rennen um Platz 9: 10,950 s | 9    |
| Kazunari Watanabe                                | Keirin     | -             | 6             | -                           | 6                           | 11   |
| Seiichiro Nakagawa Yudai Nitta Kazunari Watanabe | Teamsprint | 44,324 s      | 8             | -                           | -                           | -    |

#### Straße
| Athleten        | Wettbewerb       | Zeit      | Rang |
| --------------- | ---------------- | --------- | ---- |
| Frauen          |                  |           |      |
| Mayuko Hagiwara | Straßenrennen    | DNF       | DNF  |
| Männer          |                  |           |      |
| Yukiya Arashiro | Straßenrennen    | 5:46:37 h | 48   |
| Fumiyuki Beppu  | Straßenrennen    | 5:46:05 h | 22   |
| Fumiyuki Beppu  | Einzelzeitfahren | 55:40,64  | 24   |

#### Mountainbike
| Athleten       | Wettbewerb    | Zeit      | Rang |
| -------------- | ------------- | --------- | ---- |
| Frauen         |               |           |      |
| Rie Katayama   | Cross-Country | 1:38:26 h | 20   |
| Männer         |               |           |      |
| Kōhei Yamamoto | Cross-Country | 1:35:26 h | 27   |

### Reiten
| Athleten                                                                  | Wettbewerb | Prozent       | Rang          |
| ------------------------------------------------------------------------- | ---------- | ------------- | ------------- |
| Dressur                                                                   |            |               |               |
| Hiroshi Hoketsu                                                           | Einzel     | 68,739        | 40            |
| Athleten                                                                  | Wettbewerb | Fehlerpunkte  | Rang          |
| Springen                                                                  |            |               |               |
| Taizō Sugitani                                                            | Einzel     | 14            | 33            |
| Reiko Takeda                                                              | Einzel     | 22            | 71            |
| Athleten                                                                  | Wettbewerb | Strafpunkte   | Rang          |
| Vielseitigkeit                                                            |            |               |               |
| Atsushi Negishi                                                           | Einzel     | 88,00         | 39            |
| Yoshiaki Ōiwa                                                             | Einzel     | ausgeschieden | ausgeschieden |
| Kenki Satō                                                                | Einzel     | ausgeschieden | ausgeschieden |
| Toshiyuki Tanaka                                                          | Einzel     | 119,00        | 48            |
| Takayuki Yumira                                                           | Einzel     | ausgeschieden | ausgeschieden |
| Atsushi Negishi Yoshiaki Oiwa Kenki Satō Toshiyuki Tanaka Takayuki Yumira | Mannschaft | 1207,00       | 12            |

### Rhythmische Sportgymnastik
| Athletinnen                                                                            | Wettbewerb           | Qualifikation | Qualifikation | Finale | Finale | Rang |
| Athletinnen                                                                            | Wettbewerb           | Punkte        | Rang          | Punkte | Rang   | Rang |
| -------------------------------------------------------------------------------------- | -------------------- | ------------- | ------------- | ------ | ------ | ---- |
| Frauen                                                                                 |                      |               |               |        |        |      |
| Natsuki Fukase Airi Hatakeyama Rie Matsubara Rina Miura Nina Saeedyokota Kotono Tanaka | Mehrkampf Mannschaft | 53,025        | 8             | 54,100 | 7      | 7    |

### Ringen
| Athleten                         | Wettbewerb       | 1. Runde             | 1. Runde | Achtelfinale      | Achtelfinale  | Viertelfinale      | Viertelfinale | Halbfinale                  | Halbfinale    | Hoffnungsrunde Viertelfinale | Hoffnungsrunde Viertelfinale | Hoffnungsrunde Halbfinale | Hoffnungsrunde Halbfinale | Hoffnungsrunde Finale | Hoffnungsrunde Finale | Finale         | Finale        | Rang   |
| Athleten                         | Wettbewerb       | Gegner               | Ergebnis | Gegner            | Ergebnis      | Gegner             | Ergebnis      | Gegner                      | Ergebnis      | Gegner                       | Ergebnis                     | Gegner                    | Ergebnis                  | Gegner                | Ergebnis              | Gegner         | Ergebnis      | Rang   |
| -------------------------------- | ---------------- | -------------------- | -------- | ----------------- | ------------- | ------------------ | ------------- | --------------------------- | ------------- | ---------------------------- | ---------------------------- | ------------------------- | ------------------------- | --------------------- | --------------------- | -------------- | ------------- | ------ |
| Freistil Frauen                  |                  |                      |          |                   |               |                    |               |                             |               |                              |                              |                           |                           |                       |                       |                |               |        |
| Hitomi Obara                     | Klasse bis 48 kg | Freilos              | Freilos  | Maroi Mezien      | 5:0           | Isabella Sambou    | 3:0           | Carol Huynh                 | 3:0           | –                            | –                            | –                         | –                         | –                     | –                     | Mariya Stadnik | 3:1           | Gold   |
| Saori Yoshida                    | Klasse bis 55 kg | Freilos              | Freilos  | Kelsey Campbell   | 3:0           | Julija Ratkewitsch | 3:0           | Walerija Scholobowa         | 3:0           | –                            | –                            | –                         | –                         | –                     | –                     | Tonya Verbeek  | 3:0           | Gold   |
| Kaori Ichō                       | Klasse bis 63 kg | Freilos              | Freilos  | Martine Dugrenier | 3:0           | Henna Johansson    | 3:0           | Sorondsonboldyn Battsetseg  | 3:0           | –                            | –                            | –                         | –                         | –                     | –                     | Jing Ruixue    | 3:0           | Gold   |
| Kyōko Hamaguchi                  | Klasse bis 72 kg | Freilos              | Freilos  | Güzäl Mänürowa    | 1:3           | ausgeschieden      | ausgeschieden | ausgeschieden               | ausgeschieden | ausgeschieden                | ausgeschieden                | ausgeschieden             | ausgeschieden             | ausgeschieden         | ausgeschieden         | ausgeschieden  | ausgeschieden | 11     |
| griechisch-römischer Stil Männer |                  |                      |          |                   |               |                    |               |                             |               |                              |                              |                           |                           |                       |                       |                |               |        |
| Kohei Hasegawa                   | Klasse bis 55 kg | Freilos              | Freilos  | Elbek Taschyjeu   | 3:0           | Håkan Nyblom       | 0:3           | ausgeschieden               | ausgeschieden | ausgeschieden                | ausgeschieden                | ausgeschieden             | ausgeschieden             | ausgeschieden         | ausgeschieden         | ausgeschieden  | ausgeschieden | 10     |
| Ryūtarō Matsumoto                | Klasse bis 60 kg | Freilos              | Freilos  | Rahman Bilici     | 3:0           | Tarik Belmadani    | 3:0           | Omid Noroozi                | 1:3           | –                            | –                            | –                         | –                         | Almat Kebispajew      | 5:0                   | ausgeschieden  | ausgeschieden | Bronze |
| Tsutomu Fujimura                 | Klasse bis 66 kg | Freilos              | Freilos  | Justin Lester     | 0:3           | ausgeschieden      | ausgeschieden | ausgeschieden               | ausgeschieden | ausgeschieden                | ausgeschieden                | ausgeschieden             | ausgeschieden             | ausgeschieden         | ausgeschieden         | ausgeschieden  | ausgeschieden | 13     |
| Norikatsu Saikawa                | Klasse bis 96 kg | Freilos              | Freilos  | Jimmy Lidberg     | 0:3           | ausgeschieden      | ausgeschieden | ausgeschieden               | ausgeschieden | ausgeschieden                | ausgeschieden                | ausgeschieden             | ausgeschieden             | ausgeschieden         | ausgeschieden         | ausgeschieden  | ausgeschieden | 17     |
| Freistil Männer                  |                  |                      |          |                   |               |                    |               |                             |               |                              |                              |                           |                           |                       |                       |                |               |        |
| Shin’ichi Yumoto                 | Klasse bis 55 kg | Freilos              | Freilos  | Kim Jin-cheol     | 3:1           | Mihran Jaburjan    | 3:0           | Wladimer Chintschegaschwili | 1:3           | –                            | –                            | –                         | –                         | Radoslaw Welikow      | 3:1                   | ausgeschieden  | ausgeschieden | Bronze |
| Ken’ichi Yumoto                  | Klasse bis 60 kg | Freilos              | Freilos  | Yowlys Bonne      | 3:1           | Toğrul Əsgərov     | 1:3           | ausgeschieden               | ausgeschieden | –                            | –                            | Tim Schleicher            | 3:1                       | Coleman Scott         | 1:3                   | ausgeschieden  | ausgeschieden | 5      |
| Tatsuhiro Yonemitsu              | Klasse bis 66 kg | Freilos              | Freilos  | Liván Azcuy       | 3:1           | Haislan Garcia     | 3:1           | Cəbrayıl Həsənov            | 3:0           | –                            | –                            | –                         | –                         | –                     | –                     | Sushil Kumar   | 3:0           | Gold   |
| Sōsuke Takatani                  | Klasse bis 74 kg | Əşrəf Əliyev         | 0:3      | ausgeschieden     | ausgeschieden | ausgeschieden      | ausgeschieden | ausgeschieden               | ausgeschieden | ausgeschieden                | ausgeschieden                | ausgeschieden             | ausgeschieden             | ausgeschieden         | ausgeschieden         | ausgeschieden  | ausgeschieden | 16     |
| Takao Isokawa                    | Klasse bis 96 kg | Nathaniel Tuamoheloa | 5:0      | Magomed Mussajew  | 1:3           | ausgeschieden      | ausgeschieden | ausgeschieden               | ausgeschieden | ausgeschieden                | ausgeschieden                | ausgeschieden             | ausgeschieden             | ausgeschieden         | ausgeschieden         | ausgeschieden  | ausgeschieden | 8      |

### Rudern
| Athleten                      | Wettbewerb                  | Vorlauf     | Vorlauf | Hoffnungslauf | Hoffnungslauf | Viertelfinale | Viertelfinale | Halbfinale  | Halbfinale | Finale      | Finale | Rang |
| Athleten                      | Wettbewerb                  | Zeit        | Rang    | Zeit          | Rang          | Zeit          | Rang          | Zeit        | Rang       | Zeit        | Rang   | Rang |
| ----------------------------- | --------------------------- | ----------- | ------- | ------------- | ------------- | ------------- | ------------- | ----------- | ---------- | ----------- | ------ | ---- |
| Frauen                        |                             |             |         |               |               |               |               |             |            |             |        |      |
| Haruna Sakakibara             | Einer                       | 7:52,98 min | 5       | –             | –             | 8:12,26 min   | 5             | 8:05,65 min | 5          | 8:42,90 min | 23     | 23   |
| Atsumi Fukumoto Akiko Iwamoto | Leichtgewichts-Doppelzweier | 7:30,29 min | 3       | 7:23,79 min   | 2             | –             | –             | 7:34,23 min | 6          | 7:32,12 min | 12     | 12   |
| Männer                        |                             |             |         |               |               |               |               |             |            |             |        |      |
| Daisaku Takeda Kazushige Ura  | Leichtgewichts-Doppelzweier | 6:54,01 min | 5       | 6:39,81 min   | 2             | –             | –             | 6:48,61 min | 6          | 6:48,27 min | 12     | 12   |

### Schießen
| Athleten         | Wettbewerb                           | Qualifikation | Qualifikation | Finale        | Finale        | Ringe | Rang |
| Athleten         | Wettbewerb                           | Ringe         | Rang          | Ringe         | Rang          | Ringe | Rang |
| ---------------- | ------------------------------------ | ------------- | ------------- | ------------- | ------------- | ----- | ---- |
| Frauen           |                                      |               |               |               |               |       |      |
| Yukari Konishi   | Luftpistole 10 m                     | 377           | 31            | ausgeschieden | ausgeschieden | 377   | 31   |
| Yukari Konishi   | Sportpistole 25 m                    | 574           | 31            | ausgeschieden | ausgeschieden | 574   | 31   |
| Yukie Nakayama   | Trap                                 | 65            | 15            | ausgeschieden | ausgeschieden | 65    | 15   |
| Männer           |                                      |               |               |               |               |       |      |
| Tomoyuki Matsuda | Luftpistole 10 m                     | 581           | 13            | ausgeschieden | ausgeschieden | 581   | 13   |
| Tomoyuki Matsuda | Freie Pistole 50 m                   | 559           | 11            | ausgeschieden | ausgeschieden | 559   | 11   |
| Midori Yajima    | Luftgewehr 10 m                      | 589           | 38            | ausgeschieden | ausgeschieden | 589   | 38   |
| Midori Yajima    | Kleinkaliber Dreistellungskampf 50 m | 1148          | 39            | ausgeschieden | ausgeschieden | 1148  | 39   |
| Midori Yajima    | Kleinkaliber liegend 50 m            | 590           | 33            | ausgeschieden | ausgeschieden | 590   | 33   |

### Schwimmen
| Athleten                                                                              | Wettbewerb                 | Vorlauf     | Vorlauf | Halbfinale    | Halbfinale    | Finale         | Finale        | Rang   |
| Athleten                                                                              | Wettbewerb                 | Zeit        | Rang    | Zeit          | Rang          | Zeit           | Rang          | Rang   |
| ------------------------------------------------------------------------------------- | -------------------------- | ----------- | ------- | ------------- | ------------- | -------------- | ------------- | ------ |
| Frauen                                                                                |                            |             |         |               |               |                |               |        |
| Yayoi Matsumoto                                                                       | 50 m Freistil              | 25,73 s     | 35      | ausgeschieden | ausgeschieden | ausgeschieden  | ausgeschieden | 35     |
| Haruka Ueda                                                                           | 100 m Freistil             | 54,35 s     | 12      | 54,59 s       | 16            | ausgeschieden  | ausgeschieden | 16     |
| Hanae Itō                                                                             | 200 m Freistil             | 1:58,93 min | 15      | 1:59,24 min   | 16            | ausgeschieden  | ausgeschieden | 16     |
| Aya Takano                                                                            | 400 m Freistil             | 4:12,33 min | 26      | –             | –             | ausgeschieden  | ausgeschieden | 26     |
| Natsumi Hoshi                                                                         | 100 m Schmetterling        | 59,06       | 23      | ausgeschieden | ausgeschieden | ausgeschieden  | ausgeschieden | 23     |
| Yuka Katō                                                                             | 100 m Schmetterling        | 58,72 s     | 15      | 58,26 s       | 11            | ausgeschieden  | ausgeschieden | 11     |
| Natsumi Hoshi                                                                         | 200 m Schmetterling        | 2:08,04 min | 6       | 2:06,37 min   | 3             | 2:05,48 min    | 3             | Bronze |
| Mina Matsushima                                                                       | 100 m Brust                | 1:07,69 min | 14      | 1:08,26 min   | 16            | ausgeschieden  | ausgeschieden | 16     |
| Satomi Suzuki                                                                         | 100 m Brust                | 1:07,08 min | 6       | 1:07,10 min   | 7             | 1:06,46 min    | 3             | Bronze |
| Satomi Suzuki                                                                         | 200 m Brust                | 2:23,22 min | 3       | 2:22,40 min   | 3             | 2:20,70 min    | 2             | Silber |
| Kanako Watanabe                                                                       | 200 m Brust                | 2:26,38 min | 12      | 2:27,32 min   | 14            | ausgeschieden  | ausgeschieden | 14     |
| Aya Terakawa                                                                          | 100 m Rücken               | 59,82 s     | 4       | 59,34 s       | 3             | 58,83 s        | 3             | Bronze |
| Miyu Otsuka                                                                           | 200 m Rücken               | 2:11,65 min | 21      | ausgeschieden | ausgeschieden | ausgeschieden  | ausgeschieden | 21     |
| Izumi Katō                                                                            | 200 m Lagen                | 2:13,85 min | 14      | 2:14,47 min   | 14            | ausgeschieden  | ausgeschieden | 14     |
| Miyu Otsuka                                                                           | 400 m Lagen                | 4:39,13 min | 12      | –             | –             | ausgeschieden  | ausgeschieden | 12     |
| Miho Takahashi                                                                        | 400 m Lagen                | 4:45,10 min | 20      | –             | –             | ausgeschieden  | ausgeschieden | 20     |
| Hanae Itō Yayoi Matsumoto Aya Takano Miki Uchida Haruka Ueda                          | 4 × 100-m-Freistil-Staffel | 3:38,06 min | 5       | –             | –             | 3:37,96 min    | 7             | 7      |
| Hanae Itō Yayoi Matsumoto Aya Takano Miki Uchida Haruka Ueda                          | 4 × 200-m-Freistil-Staffel | 7:54,56 min | 8       | –             | –             | 7:56,73 min    | 8             | 8      |
| Yuka Katō Yayoi Matsumoto Mina Matsushima Satomi Suzuki Aya Terakawa Haruka Ueda      | 4 × 100-m-Lagen-Staffel    | 3:57,87 min | 2       | –             | –             | 3:55,73 min    | 3             | Bronze |
| Yumi Kida                                                                             | 10 km Freiwasser           | –           | –       | –             | –             | 1:58:59,1 h    | 13            | 13     |
| Männer                                                                                |                            |             |         |               |               |                |               |        |
| Takurō Fujii                                                                          | 100 m Schmetterling        | 52,49 s     | 20      | ausgeschieden | ausgeschieden | ausgeschieden  | ausgeschieden | 20     |
| Takeshi Matsuda                                                                       | 100 m Schmetterling        | 52,36 s     | 16      | ausgeschieden | ausgeschieden | ausgeschieden  | ausgeschieden | 16     |
| Kazuya Kaneda                                                                         | 200 m Schmetterling        | 1:55,70 min | 7       | 1:55,56 min   | 10            | ausgeschieden  | ausgeschieden | 10     |
| Takeshi Matsuda                                                                       | 200 Schmetterling          | 1:55,81 min | 8       | 1:54,25 min   | 1             | 1:53,21 min    | 3             | Bronze |
| Kōsuke Kitajima                                                                       | 100 m Brust                | 59,63 s     | 2       | 59,69 s       | 6             | 59,79 s        | 5             | 5      |
| Ryō Tateishi                                                                          | 100 m Brust                | 59,86 s     | 8       | 59,93 s       | 10            | ausgeschieden  | ausgeschieden | 10     |
| Kōsuke Kitajima                                                                       | 200 m Brust                | 2:09,43 min | 5       | 2:09,03 min   | 5             | 2:08,35 min    | 4             | 4      |
| Ryō Tateishi                                                                          | 200 m Brust                | 2:09,37 min | 4       | 2:09,13 min   | 7             | 2:08,29 min    | 3             | Bronze |
| Ryōsuke Irie                                                                          | 100 m Rücken               | 53,56 s     | 5       | 53,29 s       | 4             | 52,97 s        | 3             | Bronze |
| Ryōsuke Irie                                                                          | 200 m Rücken               | 1:56,81 min | 4       | 1:55,68 min   | 4             | 1:53,78 min    | 2             | Silber |
| Kazuki Watanabe                                                                       | 200 m Rücken               | 1:58,17 min | 13      | 1:56,81 min   | 6             | 1:57,03 min    | 6             | 6      |
| Kōsuke Hagino                                                                         | 200 m Lagen                | 1:58,22 min | 3       | 1:57,95 min   | 5             | 1:57,35 min    | 5             | 5      |
| Ken Takakuwa                                                                          | 200 m Lagen                | 1:58,82 min | 9       | 1:58,31 min   | 6             | 1:58,53 min    | 6             | 6      |
| Kōsuke Hagino                                                                         | 400 m Lagen                | 4:10,01 min | 1       | –             | –             | 4:08,94 min NR | 3             | Bronze |
| Yuya Horihata                                                                         | 400 m Lagen                | 4:13,09 min | 7       | –             | –             | 4:13,30 min    | 6             | 6      |
| Kōsuke Hagino Yuya Horihata Chiaki Ishibashi Yūki Kobori Takeshi Matsuda Sho Sotodate | 4 × 200-m-Freistil-Staffel | 7:11,74 min | 9       | –             | –             | ausgeschieden  | ausgeschieden | 9      |
| Takurō Fujii Ryōsuke Irie Kōsuke Kitajima Takeshi Matsuda Ryō Tateishi                | 4 × 100-m-Lagen-Staffel    | 3:33,64 min | 3       | –             | –             | 3:31,26 min    | 2             | Silber |
| Yasunari Hirai                                                                        | 10 km Freiwasser           | –           | –       | –             | –             | 1:51:20,1 h    | 15            | 15     |

### Segeln
Fleet Race
| Athleten                      | Wettbewerb      | Qualifikation | Qualifikation | Medal Race    | Medal Race    | Punkte | Rang |
| Athleten                      | Wettbewerb      | Punkte        | Rang          | Punkte        | Rang          | Punkte | Rang |
| ----------------------------- | --------------- | ------------- | ------------- | ------------- | ------------- | ------ | ---- |
| Frauen                        |                 |               |               |               |               |        |      |
| Yuki Sunaga                   | Windsurfen RS:X | 180           | 21            | ausgeschieden | ausgeschieden | 180    | 21   |
| Manami Doi                    | Laser Radial    | 253           | 31            | ausgeschieden | ausgeschieden | 253    | 31   |
| Ai Kondō Wakako Tabata        | 470er           | 103           | 14            | ausgeschieden | ausgeschieden | 103    | 14   |
| Männer                        |                 |               |               |               |               |        |      |
| Makoto Tomizawa               | Windsurfen RS:X | 209           | 28            | ausgeschieden | ausgeschieden | 209    | 28   |
| Ryunosuke Harada Yugo Yoshida | 470er           | 131           | 18            | ausgeschieden | ausgeschieden | 131    | 18   |
| Yukio Makino Kenji Takahashi  | 49er            | 188           | 18            | ausgeschieden | ausgeschieden | 188    | 18   |

### Synchronschwimmen
| Athletinnen | Wettbewerb | Qualifikation     | Qualifikation     | Qualifikation  | Qualifikation  | Qualifikation | Qualifikation | Finale         | Finale         | Finale           | Finale           |
| Athletinnen | Wettbewerb | Technische Kür TK | Technische Kür TK | Freie Kür FK-Q | Freie Kür FK-Q | Gesamt        | Gesamt        | Freie Kür FK-F | Freie Kür FK-F | Gesamt TK + FK-F | Gesamt TK + FK-F |
| Athletinnen | Wettbewerb | Punkte            | Rang              | Punkte         | Rang           | Punkte        | Rang          | Punkte         | Rang           | Punkte           | Rang             |
| --- | ---------- | ----------------- | ----------------- | -------------- | -------------- | ------------- | ------------- | -------------- | -------------- | ---------------- | ---------------- |
| Frauen |            |                   |                   |                |                |               |               |                |                |                  |                  |
| Yukiko Inui Chisa Kobayashi | Duett      | 93,200            | 5                 | 93,200         | 5              | 186,400       | 5             | 93,540         | 5              | 186,740          | 5                |
| Yumi Adachi Aika Hakoyama Yukiko Inui Mayo Itoyama (Finale) Chisa Kobayashi Risako Mitsui Mai Nakamura (Qualifikation) Mariko Sakai Kurumi Yoshida | Gruppe     | 93,800            | 5                 | -              | -              | -             | -             | 93,830         | 5              | 187,630          | 5                |

### Taekwondo
| Athleten       | Wettbewerb       | Achtelfinale  | Achtelfinale | Viertelfinale | Viertelfinale | Halbfinale    | Halbfinale    | Hoffnungsrunde Halbfinale | Hoffnungsrunde Halbfinale | Hoffnungsrunde Finale | Hoffnungsrunde Finale | Finale        | Finale        | Rang |
| Athleten       | Wettbewerb       | Gegner        | Ergebnis     | Gegner        | Ergebnis      | Gegner        | Ergebnis      | Gegner                    | Ergebnis                  | Gegner                | Ergebnis              | Gegner        | Ergebnis      | Rang |
| -------------- | ---------------- | ------------- | ------------ | ------------- | ------------- | ------------- | ------------- | ------------------------- | ------------------------- | --------------------- | --------------------- | ------------- | ------------- | ---- |
| Frauen         |                  |               |              |               |               |               |               |                           |                           |                       |                       |               |               |      |
| Erika Kasahara | Klasse bis 49 kg | Theresa Tona  | 12:0         | Wu Jingyu     | 0:14          | ausgeschieden | ausgeschieden | Elizabeth Zamora          | 2:6                       | ausgeschieden         | ausgeschieden         | ausgeschieden | ausgeschieden |      |
| Mayu Hamada    | Klasse bis 57 kg | Ana Zaninović | 14:11        | Jade Jones    | 3:13          | ausgeschieden | ausgeschieden | Dragana Gladović          | 15:2                      | Marlène Harnois       | 8:12                  | ausgeschieden | ausgeschieden | 5    |

### Tennis
| Athleten               | Wettbewerb | 1. Runde                           | 1. Runde        | 2. Runde          | 2. Runde      | Achtelfinale  | Achtelfinale  | Viertelfinale         | Viertelfinale | Halbfinale    | Halbfinale    | Finale        | Finale        |
| Athleten               | Wettbewerb | Gegner                             | Ergebnis        | Gegner            | Ergebnis      | Gegner        | Ergebnis      | Gegner                | Ergebnis      | Gegner        | Ergebnis      | Gegner        | Ergebnis      |
| ---------------------- | ---------- | ---------------------------------- | --------------- | ----------------- | ------------- | ------------- | ------------- | --------------------- | ------------- | ------------- | ------------- | ------------- | ------------- |
| Männer                 |            |                                    |                 |                   |               |               |               |                       |               |               |               |               |               |
| Tatsuma Itō            | Einzel     | Milos Raonic                       | 3:6, 4:6        | ausgeschieden     | ausgeschieden | ausgeschieden | ausgeschieden | ausgeschieden         | ausgeschieden | ausgeschieden | ausgeschieden | ausgeschieden | ausgeschieden |
| Kei Nishikori          | Einzel     | Bernard Tomic                      | 7:64, 7:64      | Nikolai Dawydenko | 4:6, 6:4, 6:1 | David Ferrer  | 6:0, 3:6, 6:4 | Juan Martín del Potro | 4:6, 6:74     | ausgeschieden | ausgeschieden | ausgeschieden | ausgeschieden |
| Gō Soeda               | Einzel     | Marcos Baghdatis                   | 7:66, 6:75, 2:6 | ausgeschieden     | ausgeschieden | ausgeschieden | ausgeschieden | ausgeschieden         | ausgeschieden | ausgeschieden | ausgeschieden | ausgeschieden | ausgeschieden |
| Kei Nishikori Gō Soeda | Doppel     | Roger Federer / Stanislas Wawrinka | 7:65, 4:6, 4:6  | ausgeschieden     | ausgeschieden | ausgeschieden | ausgeschieden | ausgeschieden         | ausgeschieden | ausgeschieden | ausgeschieden | ausgeschieden | ausgeschieden |

### Tischtennis
| Athleten                                  | Wettbewerb | 1. Runde           | 1. Runde | 2. Runde | 2. Runde | 3. Runde          | 3. Runde | 4. Runde     | 4. Runde | Viertelfinale | Viertelfinale | Halbfinale    | Halbfinale    | Finale              | Finale        | Rang   |
| Athleten                                  | Wettbewerb | Gegner             | Ergebnis | Gegner   | Ergebnis | Gegner            | Ergebnis | Gegner       | Ergebnis | Gegner        | Ergebnis      | Gegner        | Ergebnis      | Gegner              | Ergebnis      | Rang   |
| ----------------------------------------- | ---------- | ------------------ | -------- | -------- | -------- | ----------------- | -------- | ------------ | -------- | ------------- | ------------- | ------------- | ------------- | ------------------- | ------------- | ------ |
| Frauen                                    |            |                    |          |          |          |                   |          |              |          |               |               |               |               |                     |               |        |
| Ai Fukuhara                               | Einzel     | Freilos            | Freilos  | Freilos  | Freilos  | Anna Tichomirowa  | 4:0      | Li Jie       | 4:3      | Ding Ning     | 0:4           | ausgeschieden | ausgeschieden | ausgeschieden       | ausgeschieden |        |
| Kasumi Ishikawa                           | Einzel     | Freilos            | Freilos  | Freilos  | Freilos  | Li Qiangbing      | 4:2      | Li Qian      | 4:1      | Wang Yuegu    | 4:1           | Li Xiaoxia    | 1:4           | Feng Tianwei        | 0:4           | 4      |
| Ai Fukuhara Sayaka Hirano Kasumi Ishikawa | Mannschaft | Vereinigte Staaten | 3:0      | –        | –        | –                 | –        | –            | –        | Deutschland   | 3:0           | Singapur      | 3:0           | Volksrepublik China | 0:3           | Silber |
| Männer                                    |            |                    |          |          |          |                   |          |              |          |               |               |               |               |                     |               |        |
| Seiya Kishikawa                           | Einzel     | –                  | –        | –        | –        | Panagiotis Gionis | 4:3      | Oh Sang-eun  | 4:1      | Wang Hao      | 0:4           | ausgeschieden | ausgeschieden | ausgeschieden       | ausgeschieden |        |
| Jun Mizutani                              | Einzel     | –                  | –        | –        | –        | El-sayed Lashin   | 4:1      | Michael Maze | 0:4      | ausgeschieden | ausgeschieden | ausgeschieden | ausgeschieden | ausgeschieden       | ausgeschieden |        |
| Seiya Kishikawa Jun Mizutani Kōki Niwa    | Mannschaft | Kanada             | 3:0      | –        | –        | –                 | –        | –            | –        | Hongkong      | 2:3           | ausgeschieden | ausgeschieden | ausgeschieden       | ausgeschieden |        |

### Triathlon
| Athleten         | Wettbewerb | Zeit      | Rang |
| ---------------- | ---------- | --------- | ---- |
| Frauen           |            |           |      |
| Mariko Adachi    | Einzel     | 2:02:04 h | 14   |
| Juri Ide         | Einzel     | 2:04:43 h | 34   |
| Ai Ueda          | Einzel     | 2:06:34 h | 39   |
| Männer           |            |           |      |
| Yuichi Hosoda    | Einzel     | 1:51:40 h | 43   |
| Hirokatsu Tayama | Einzel     | 1:49:24 h | 20   |

### Trampolinturnen
| Athleten        | Wettbewerb | Qualifikation | Qualifikation | Finale        | Finale        | Rang |
| Athleten        | Wettbewerb | Punkte        | Rang          | Punkte        | Rang          | Rang |
| --------------- | ---------- | ------------- | ------------- | ------------- | ------------- | ---- |
| Frauen          |            |               |               |               |               |      |
| Ayano Kishi     | Einzel     | 97,985        | 14            | ausgeschieden | ausgeschieden | 14   |
| Männer          |            |               |               |               |               |      |
| Masaki Itō      | Einzel     | 109,810       | 4             | 60,895        | 4             | 4    |
| Yasuhiro Ueyama | Einzel     | 109,809       | 5             | 60,240        | 5             | 5    |

### Turnen
| Athleten                                                               | Wettbewerb           | Qualifikation | Qualifikation | Finale        | Finale        | Rang   |
| Athleten                                                               | Wettbewerb           | Punkte        | Rang          | Punkte        | Rang          | Rang   |
| ---------------------------------------------------------------------- | -------------------- | ------------- | ------------- | ------------- | ------------- | ------ |
| Frauen                                                                 |                      |               |               |               |               |        |
| Yu Minobe                                                              | Boden                | 12,966        | 57            | ausgeschieden | ausgeschieden | 57     |
| Yu Minobe                                                              | Schwebebalken        | 14,133        | 24            | ausgeschieden | ausgeschieden | 24     |
| Yu Minobe                                                              | Stufenbarren         | 13,066        | 53            | ausgeschieden | ausgeschieden | 53     |
| Yuko Shintake                                                          | Boden                | 13,633        | 36            | ausgeschieden | ausgeschieden | 36     |
| Yuko Shintake                                                          | Schwebebalken        | 14,166        | 22            | ausgeschieden | ausgeschieden | 22     |
| Rie Tanaka                                                             | Boden                | 13,300        | 46            | ausgeschieden | ausgeschieden | 46     |
| Rie Tanaka                                                             | Schwebebalken        | 13,400        | 36            | ausgeschieden | ausgeschieden | 36     |
| Rie Tanaka                                                             | Stufenbarren         | 14,633        | 14            | ausgeschieden | ausgeschieden | 14     |
| Rie Tanaka                                                             | Einzelmehrkampf      | 54,333        | 27            | ausgeschieden | ausgeschieden | 27     |
| Asuka Teramoto                                                         | Boden                | 14,233        | 12            | ausgeschieden | ausgeschieden | 12     |
| Asuka Teramoto                                                         | Schwebebalken        | 14,466        | 15            | ausgeschieden | ausgeschieden | 15     |
| Asuka Teramoto                                                         | Stufenbarren         | 14,566        | 15            | ausgeschieden | ausgeschieden | 15     |
| Asuka Teramoto                                                         | Einzelmehrkampf      | 57,865        | 8             | ausgeschieden | ausgeschieden | 8      |
| Koko Tsurumi                                                           | Stufenbarren         | 15,033        | 9             | 14,966        | 7             | 7      |
| Yu Minobe Yuko Shintake Rie Tanaka Asuka Teramoto                      | Mannschaftsmehrkampf | 170,196       | 6             | 166,646       | 8             | 8      |
| Männer                                                                 |                      |               |               |               |               |        |
| Ryōhei Katō                                                            | Boden                | 15,433        | 9             | ausgeschieden | ausgeschieden | 9      |
| Ryōhei Katō                                                            | Pauschenpferd        | 14,333        | 21            | ausgeschieden | ausgeschieden | 21     |
| Kazuhito Tanaka                                                        | Boden                | 13,666        | 61            | ausgeschieden | ausgeschieden | 61     |
| Kazuhito Tanaka                                                        | Pauschenpferd        | 12,200        | 62            | ausgeschieden | ausgeschieden | 62     |
| Kazuhito Tanaka                                                        | Ringe                | 15,100        | 11            | ausgeschieden | ausgeschieden | 11     |
| Kazuhito Tanaka                                                        | Barren               | 15,725        | 2             | 15,500        | 4             | 4      |
| Kazuhito Tanaka                                                        | Reck                 | 14,400        | 30            | ausgeschieden | ausgeschieden | 30     |
| Kazuhito Tanaka                                                        | Einzelmehrkampf      | 86,841        | 22            | 89,407        | 6             | 6      |
| Yūsuke Tanaka                                                          | Ringe                | 15,033        | 17            | ausgeschieden | ausgeschieden | 17     |
| Yūsuke Tanaka                                                          | Barren               | 15,866        | 1             | 15,100        | 8             | 8      |
| Yūsuke Tanaka                                                          | Reck                 | 14,200        | 36            | ausgeschieden | ausgeschieden | 36     |
| Kōhei Uchimura                                                         | Boden                | 15,766        | 2             | 15,800        | 2             | Silber |
| Kōhei Uchimura                                                         | Pauschenpferd        | 12,466        | 60            | ausgeschieden | ausgeschieden | 60     |
| Kōhei Uchimura                                                         | Ringe                | 14,966        | 19            | ausgeschieden | ausgeschieden | 19     |
| Kōhei Uchimura                                                         | Barren               | 15,533        | 5             | ausgeschieden | ausgeschieden | 5      |
| Kōhei Uchimura                                                         | Reck                 | 15,000        | 16            | ausgeschieden | ausgeschieden | 16     |
| Kōhei Uchimura                                                         | Einzelmehrkampf      | 89,764        | 9             | 92,690        | 1             | Gold   |
| Kōji Yamamuro                                                          | Boden                | 14,433        | 41            | ausgeschieden | ausgeschieden | 41     |
| Kōji Yamamuro                                                          | Pauschenpferd        | 14,400        | 15            | ausgeschieden | ausgeschieden | 15     |
| Kōji Yamamuro                                                          | Ringe                | 14,900        | 23            | ausgeschieden | ausgeschieden | 23     |
| Kōji Yamamuro                                                          | Sprung               | 14,266        | 17            | ausgeschieden | ausgeschieden | 17     |
| Kōji Yamamuro                                                          | Reck                 | 14,366        | 32            | ausgeschieden | ausgeschieden | 32     |
| Kōji Yamamuro                                                          | Einzelmehrkampf      | 87,632        | 18            | ausgeschieden | ausgeschieden | 18     |
| Ryōhei Katō Kazuhito Tanaka Yūsuke Tanaka Kōhei Uchimura Kōji Yamamuro | Mannschaftsmehrkampf | 270,503       | 5             | 271,952       | 2             | Silber |

### Volleyball

#### Beachvolleyball
| Athleten                          | Gruppenphase                                                          | Gruppenphase                                                   | Gruppenphase | Gruppenphase | Achtelfinale  | Achtelfinale  | Viertelfinale | Viertelfinale | Halbfinale    | Halbfinale    | Finale        | Finale        | Rang |
| Athleten                          | Gegner                                                                | Ergebnis                                                       | Punkte       | Rang         | Gegner        | Ergebnis      | Gegner        | Ergebnis      | Gegner        | Ergebnis      | Gegner        | Ergebnis      | Rang |
| --------------------------------- | --------------------------------------------------------------------- | -------------------------------------------------------------- | ------------ | ------------ | ------------- | ------------- | ------------- | ------------- | ------------- | ------------- | ------------- | ------------- | ---- |
| Männer                            |                                                                       |                                                                |              |              |               |               |               |               |               |               |               |               |      |
| Kentarō Asahi Katsuhiro Shiratori | P. Dannhauser / T. Rogers P. Beneš / P. Kubala A. Gavira / P. Herrera | 0:2 (15:21, 16:21) 1:2 (21:17, 12:21, 7:15) 0:2 (19:21, 20:22) | 3            | 4            | ausgeschieden | ausgeschieden | ausgeschieden | ausgeschieden | ausgeschieden | ausgeschieden | ausgeschieden | ausgeschieden | 19   |

#### Hallenvolleyball
| Wettbewerb       | Frauen |
| ---------------- | --- |
| Athleten         | Erika Araki Yukiko Ebata Kaori Inoue Maiko Kano Saori Kimura Hitomi Nakamichi Ai Otomo Saori Sakoda Yūko Sano Risa Shinnabe Yoshie Takeshita Mai Yamaguchi |
| Trainer          | Masayoshi Manabe |
| Gruppenphase     | Algerien (3:0) Italien (1:3) Dominikanische Republik (3:0) Russland (1:3) Großbritannien (3:0)                                                             |
| Viertelfinale    | Volksrepublik China (3:2) |
| Halbfinale       | Brasilien (0:3) |
| Spiel um Platz 3 | Südkorea (3:0) Bronze |

### Wasserspringen
| Athleten     | Wettbewerb        | Vorkampf | Vorkampf | Halbfinale | Halbfinale | Finale        | Finale        | Rang |
| Athleten     | Wettbewerb        | Punkte   | Rang     | Punkte     | Rang       | Punkte        | Rang          | Rang |
| ------------ | ----------------- | -------- | -------- | ---------- | ---------- | ------------- | ------------- | ---- |
| Frauen       |                   |          |          |            |            |               |               |      |
| Mai Nakagawa | Turmspringen 10 m | 327,65   | 8        | 260,05     | 18         | ausgeschieden | ausgeschieden | 18   |